# Tsaratanana
Tsaratanana – wulkaniczny masyw górski w północnym Madagaskarze. Wysokość maksymalna 2876 m (Maromokotro – wygasły wulkan, najwyższy szczyt wyspy). W najwyższej, zachodniej części, rezerwat przyrody. Klimat równikowy wilgotny górski. Roczna suma opadów przekracza 2000 mm. Gęsta sieć potoków o układzie promienistym. Występuje piętrowość środowiska, dolne części stoków porastają tropikalne lasy górskie, wyżej pojawiają się zbiorowiska krzewiaste i zarośla wrzosów.